# Theridion arizonense
Theridion arizonense là một loài nhện trong họ Theridiidae.
Loài này thuộc chi Theridion. Theridion arizonense được Herbert Walter Levi miêu tả năm 1957.